# 杉本電機産業
杉本電機産業株式会社（すぎもとでんきさんぎょう、英: SUGIMOTO ELECTRIC CO.,LTD.）は、神奈川県川崎市川崎区渡田向町に本社を持つ、電気材料および電気器具の卸売を行う企業。

## 概要
神奈川県を中心とし、1都5県39の営業所を持つ。

2022年からプロバスケットボールチーム川崎ブレイブサンダースのユニフォームスポンサーを務めている。

## 沿革
- 1953年（昭和28年）5月 - 杉本電気商会を創業。
- 1955年（昭和30年）10月 - 株式会社杉本電気商会を設立。
- 1985年（昭和60年）9月 - 杉本電機産業株式会社に社名変更。
- 2010年（平成22年）6月2日 - 藤井産業と資本・業務提携契約を締結。[2][3]